# Air Ghana
Az Air Ghana egy ghánai teherszállító légitársaság, amelynek a székhelye Accrában található, bázisa pedig a Kotoka nemzetközi repülőtér.

## Története
Az Air Ghana 1993-ban alakult egy légi fuvarozási vállalatként. A következő két évtizedben földi kiszolgálással, árufuvarozással, GSSA és légiközlekedést támogató szolgáltatásokkal bővítette a portfólióját.
2014-ben a légitársaság megkapta a Ghánai Polgári Légiközlekedési Hatóságtól az üzemeltetői engedélyt, és megkezdte működését egy Boeing 737-400-as teherszállító repülőgéppel, amit a DHL megbízásából üzemeltetett.
2016-ban a cég a Ghana Airports Company Limited és a Swissport együttműködésével megnyitotta a Ghana Airport Cargo Center-t, egy 10 000 négyzetméteres, kifejezetten árufuvarozásra kialakított raktárépületet, amelyet egy 9 000 négyzetméteres irodaterület egészít ki.

## Flotta
Az Air Ghana flottája 2022 januárjában a következő repülőgépekből áll:
- 1db Boeing 737-400F (üzemeltetve a DHL megbízásából)

## Célállomások
Az Air Ghana 2022 januárjában a következő úticélokra üzemeltet járatokat: